# Гиш, Лу
Луи́з «Лу» Гиш (англ. Louise «Lou» Gish), фамилия при рождении — Ка́ррем; (англ. Curram; 25 мая 1967, Лондон, Англия, Великобритания — 20 февраля 2006, там же) — британская актриса театра, кино и телевидения.

## Личная жизнь

### Семья
- Отец — Роланд Каррем[англ.] (род. 1932), актёр.
- Мать — Шейла Энн Гиш (Гэш)[англ.] (23.04.1942—09.03.2005) актриса.

(Были женаты с 1964 года по 1985 года).
- Младшая сестра — Кэй Каррем (род.1974), актриса.

Племянник — Джозеф Торп (род.2001).
- Отчим — Денис Лоусон[англ.] (род. 27.09.1947), актёр и режиссёр. Был женат на матери Кэй Шейле с 2004 года и до её смерти в 2005 году.
- Крёстный отец — Сэр Джон Ричард Шлезингер (1926—2003), режиссёр.
- Крёстная мать — Джули Фрэнсис Кристи (род.14.04.1941), актриса.

### Отношения
Лу никогда не была замужем и у неё не было детей. С 2000 года и до своей смерти Гиш жила с шотландским актёром Николасом Роу.

### Смерть
38-летняя Лу скончалась после продолжительной борьбы с раком 20 февраля 2006 года в Лондоне (Англия, Великобритания). Была похоронена на Хайгейтском кладбище рядом со своей матерью Шейлой, которая скончалась от той же самой болезни 11 месяцами ранее.